# Ceropegia woodii
Ceropegia woodii е цъфтящо растение от рода Церопегия (Apocynaceae), родом от Южна Африка, Свазиленд и Зимбабве. Понякога се третира като подвид на свързаната Ceropegia linearis, като C. linearis subsp. woodii. Срещаните популярни имена включват верига от сърца, яка от сърца, низ от сърца, лоза от броеница, сърца на връв и сладка лоза.

## История
През 1881 г. видът е открит окачен на скали в планината Гроенберг в Натал (Colony of Natal) на височина 1800 фута от Джон Медли Ууд, куратор на Ботаническата градина в Дърбан. Тринадесет години по-късно, през 1894 г., той изпраща живо растение в Кю (Royal Botanic Gardens, Kew). Растението, изпратено до Кю, впоследствие цъфти, осигурявайки материал за запис 7704 от ботаническото списание на Къртис, публикувано през 1900 г. Плодовитата ботаническа художничка Матилда Смит подготви записа, докато таксономистът на Кю, NE Браун, прави подробно описание, назовавайки растение след откривателя му. Неговият влечащ вид, изчистен външен вид и толерантност към липса на грижи, го правят идеално растение за окачване на кошници.

## Отглеждане и употреба
Ceropegia woodii е нежно, а в умерените райони и много популярно стайно растение, често отглеждано във висящи кошници, така че дългите разклонени клони могат да висят надолу, като листата им са разположени като редица големи мъниста. Избрани са няколко сорта, някои с пъстри листа. Изисква отличен дренаж, трябва да се полива само когато е сухо и никога не трябва да стои във вода. Излишната вода трябва да се отстрани от растителната чиния след поливане. Може да се отглежда на открито само в субтропични и тропически райони с минимална температура 15 °C. Частичното засенчване е полезно, когато растението се отглежда на открито.
Растението е печелило Наградата за градински заслуги на Кралското градинарско общество (потвърдено през 2017 г.)

## Галерия
- Общ вид
- Цветове
- Сърцевидни листа
- Клубени